# Ken Corley
Albert Kenneth Corley, detto Ken (McLoud, 10 maggio 1920 – Aurora, 27 giugno 1984), è stato un cestista e giocatore di baseball statunitense, professionista nella NBA. Era il fratello di Ray Corley.

## Carriera
Disputò tre partite con i Cleveland Rebels nel 1946-47.